# 이미선 (1966년)
이미선(李美善, 1966년 ~ )은 대한민국의 기상연구사이며, 현재 제17대 기상청 청장이다.

## 학력
- 숙명여자고등학교 졸업
- 이화여자대학교 교육대학 과학교육학 학사
- 서울대학교 대학원 대기과학 석사
- 서울대학교 대학원 대기과학 박사

## 경력
- 1992년 : 기상청
- 2006년 6월 ~ 2007년 3월 : 기상청 정보화관리관실 정보화담당관실
- 2007년 3월 ~ 2008년 3월 : 기상청 정보화기획과장 직무대리
- 2008년 3월 ~ 2009년 10월 : 기상청 수치자료응용팀장
- 2009년 10월 ~ 2013년 5월 : 기상청 예보국 예보상황3과 과장
- 2013년 5월 ~ 2013년 6월 : 기상청 예보국 총괄예보관
- 2013년 6월 ~ 2014년 2월 : 기상청 예보국 예보정책과 과장
- 2014년 2월 ~ 2015년 1월 : 국립외교원 파견
- 2015년 1월 ~ 2016년 3월 : 기상청 국가기상위성센터 센터장
- 2016년 3월 ~ 2017년 1월 : 기상청 관측기반국 국장
- 2017년 1월 : 기상청 지진화산센터 센터장
- 2019년 12월 : 기상청 지진화산국 국장
- 2019년 12월 ~ 2021년 1월 : 제24대 광주지방기상청 청장
- 2021년 1월 ~ 2025년 1월 : 기상청 기후과학국 국장
- 2025년 1월 ~ 2025년 6월 : 수도권기상청 청장
- 2025년 8월 ~ : 제17대 기상청 청장